# Chalezeule
Chalezeule är en kommun i departementet Doubs i regionen Bourgogne-Franche-Comté i östra Frankrike. Kommunen ligger i kantonen Besançon-Est som tillhör arrondissementet Besançon. År 2022 hade Chalezeule 1 326 invånare.

## Befolkningsutveckling
Antalet invånare i kommunen Chalezeule
Referens:INSEE